# Lac de la Galette
Lac de la Galette är en sjö i Kanada.   Den ligger i provinsen Québec, i den sydöstra delen av landet, 300 km norr om huvudstaden Ottawa. Lac de la Galette ligger 404 meter över havet.
I omgivningarna runt Lac de la Galette växer i huvudsak blandskog. Trakten runt Lac de la Galette är nära nog obefolkad, med mindre än två invånare per kvadratkilometer.